# サントリーグローバルスピリッツ
サントリーグローバルスピリッツ(英語: Suntory Global Spirits Inc.)はアメリカ合衆国ニューヨーク州ニューヨークに本拠をおく蒸留酒生産者。サントリーホールディングスの機能子会社（独立子会社）。
主な生産品はバーボン・ウイスキー、テキーラ、スコッチ・ウイスキー、カナディアン・ウイスキー、ウォッカ、コニャック、ラム酒、コーディアル、Ready To Drinkの予混カクテルなどである。
現法人はアメリカン・タバコ・カンパニーを起源とする多角企業の持株会社フォーチュン・ブランズ)が1967年にジム・ビームを買収して傘下とし、その後、蒸留酒や関連商品に特化した業態を構築するため様々な関連しない生産ラインを分社・売却した後、2011年10月3日に個別の企業として設立された。
2014年1月13日、サントリーは136億ドルでビーム社を購入する契約を公表した。買収は最終的に160億ドル（総額1兆6500億円）で行われて2014年4月30日に完了し、ビーム社はビーム サントリー(英語: Beam Suntory Inc.)になることが公表された。買収後、同社株は上場されていない。
2022年、イリノイ州ディアーフィールドからニューヨーク市に本社を移転した。
2024年4月30日、社名を現在のものに変更した。

## 製品
同社は卸売業者、政府、第三者代理店、世界や地域の免税顧客、他の蒸留酒生産者、合弁会社などに製品を販売している。
本社及び子会社の直接生産のブランドに加え、デ・カイパーのコーディアルのような他社の生産ブランドの輸入や販売も行っている。加えて、ビームの工場はラクスコの持つカルバート・エクストラ銘柄のような他社の所有するブランドの蒸留酒も生産している。
なおサントリーによる買収により、サントリー酒類（初代法人）が製造・販売する酒類のうち、ウイスキー等の蒸留酒類について、当社に業務が移管された。
また2014年10月1日のサントリーグループの再編に伴い、サントリー酒類（当時）のうち、ビール関係部門を別会社「サントリービール」に委譲させ、サントリー酒類（当時）は蒸留酒部門に特化した上でビームサントリーの傘下に置くことになった。
世界各地で酒類を販売してきた自負を持つビームの幹部・社員とは、買収直後は意見や社風の相違があった。サントリーは人材育成プログラム「サントリー大学」にビーム社員を招いたり、創業者鳥井信治郎以来のサントリーの標語「やってみなはれ（Yatte Minahare）」や社会貢献も重視する「利益三分主義」を共有したりすることで融和を図り、共同開発商品（ジン「ロク」、ウオッカ「ハク」、ウイスキー「リージェント」）を送り出すに至っている。

### 生産ブランド

#### ウイスキー
- アメリカン
  - バーボン・ウイスキー – ジム・ビーム、メーカーズマーク、オールド・グランダッド（英語版）、オールド・クロウ、ベーカーズ、ベイゼル・ヘイデン（英語版）、ブッカーズ（英語版）、ノブクリーク（英語版）
  - ライ・ウイスキー – ジム・ビーム・ライ、オールド・オーバーホルト（英語版）、ノブ・クリーク・ライ、(rī)1
  - ブレンド（英語版）アメリカンウイスキー – ケスラー・ウイスキー（英語版）、ビームスエイトスター（英語版）
- スコッチ
  - シングルモルトスコッチ – ラフロイグ、ボウモア、アードモア、オーヘントッシャン、グレンギリー
  - ブレンドスコッチウイスキー – ティーチャーズ・ハイランドクリーム（英語版）
- アイリッシュ
  - シングルモルトアイリッシュウイスキー – ターコネル（英語版）、カネマラ
  - シングルグレーンアイリッシュウイスキー – グリーンノア
  - ブレンドアイリッシュウイスキー – キルベガン
- カナディアン
  - アルバータ・プレミアム（英語版）、カナディアンクラブ（英語版）、タングルリッジ(Tangle Ridge)、ウィンザーカナディアン(Windsor Canadian)
- ジャパニーズ
  - 山崎、白州、知多、響、角瓶、季(TOKI)
- その他
  - DYCウィスキー（英語版）（スパニッシュウイスキー）
  - 碧Ao（ワールドウイスキー）

#### 他の蒸留酒
- テキーラ
  - サウサ、オルニトス・デ・サウサ、エル・テソロ・デ・ドン・フェリペ（英語版）
- コニャック
  - サリニャック
- ウォッカ
  - VOX（英語版）、ウォルフシュミット、ギルビー（英語版）、エフェン、ピナクルウォッカ（英語版）,
- ラム酒
  - クルーザン（英語版）、キャラコ・ジャック、ロンリコ
- ジン
  - Larios、Gilbey's、Calvert
- ブランデー
  - ファンダドール、テリー・センテナリオ、Tres Cepas

#### 混成酒
- リキュール
  - スターバックス リカース、カモラ（英語版）、アフター・ショック、ルルー(Leroux)、カステリャーナ、Sourz
- シェリー
  - ハーベイズ・ブリストルクリーム（英語版）

## クーリー蒸留所
2011年12月16日、ビーム社は当時存在した唯一の独立系アイリッシュ・ウイスキー蒸留酒製造会社、クーリー蒸留所の9500万ドルでの買収に合意した。2012年4月23日、同社はビームがピナクルウォッカとキャリコ・ジャックラムの銘柄を6億ドルで取得することを決めたと公表した。